# Cephalozia symbolica
Cephalozia symbolica là một loài rêu tản trong họ Cephaloziaceae. Loài này được (Gottsche & Rabenh.) Breidl. miêu tả khoa học lần đầu tiên năm 1894.